# John Lawrence, 1:e baron Lawrence
John Laird Mair Lawrence, 1:e baron Lawrence, född den 4 mars 1811, död den 27 juni 1879, var brittisk vicekung i Indien 1864–1869.

## Biografi
John Lawrence var bror till George St Patrick och Henry Montgomery Lawrence.
John Lawrence inträdde 1829 i Brittiska Ostindiska Kompaniets tjänst och visade stor duglighet som uppbördsman i olika trakter av Delhi. Han insattes 1849 jämte brodern Henry Montgomery i förvaltningskommissionen i Punjab samt blev 1852 överkommissarie i denna viktiga besittning.
Han vidtog energiska åtgärder till hela förvaltningens ordnande på grundvalen av sträng rättvisa mot befolkningen, och hans bemödanden i detta avseende fick under upproret 1857 positiva följder, då han såg sig i stånd att inte bara upprätthålla lugnet inom sitt eget förvaltningsområde, utan även låta starka truppsändningar avgå till rörelsens huvudhärd. Han betraktades därför inte utan skäl som det brittisk-indiska väldets räddare och belönades bland annat med värdigheten av baronet.
1859–1863 vistades Lawrence i Storbritannien som speciell rådgivare för ministeriet för Indien. 1864–1869 utövade han som vicekung i Indien en välgörande verksamhet i samma anda som förut samt befordrade ivrigt, men på ett klokt sätt, kristendomens framsteg. Beskyllningar att han inte visat tillräcklig handlingskraft under den stora hungersnöden i Orissa 1866 föranledde hans återkallande. Vid sin hemkomst till England erhöll han dock peervärdighet såsom lord Lawrence av Punjab. 1870–1872 var han president i Londons skolråd.